# 温沃德赛德
17°37′44.12″N 63°13′53.49″W / 17.6289222°N 63.2315250°W

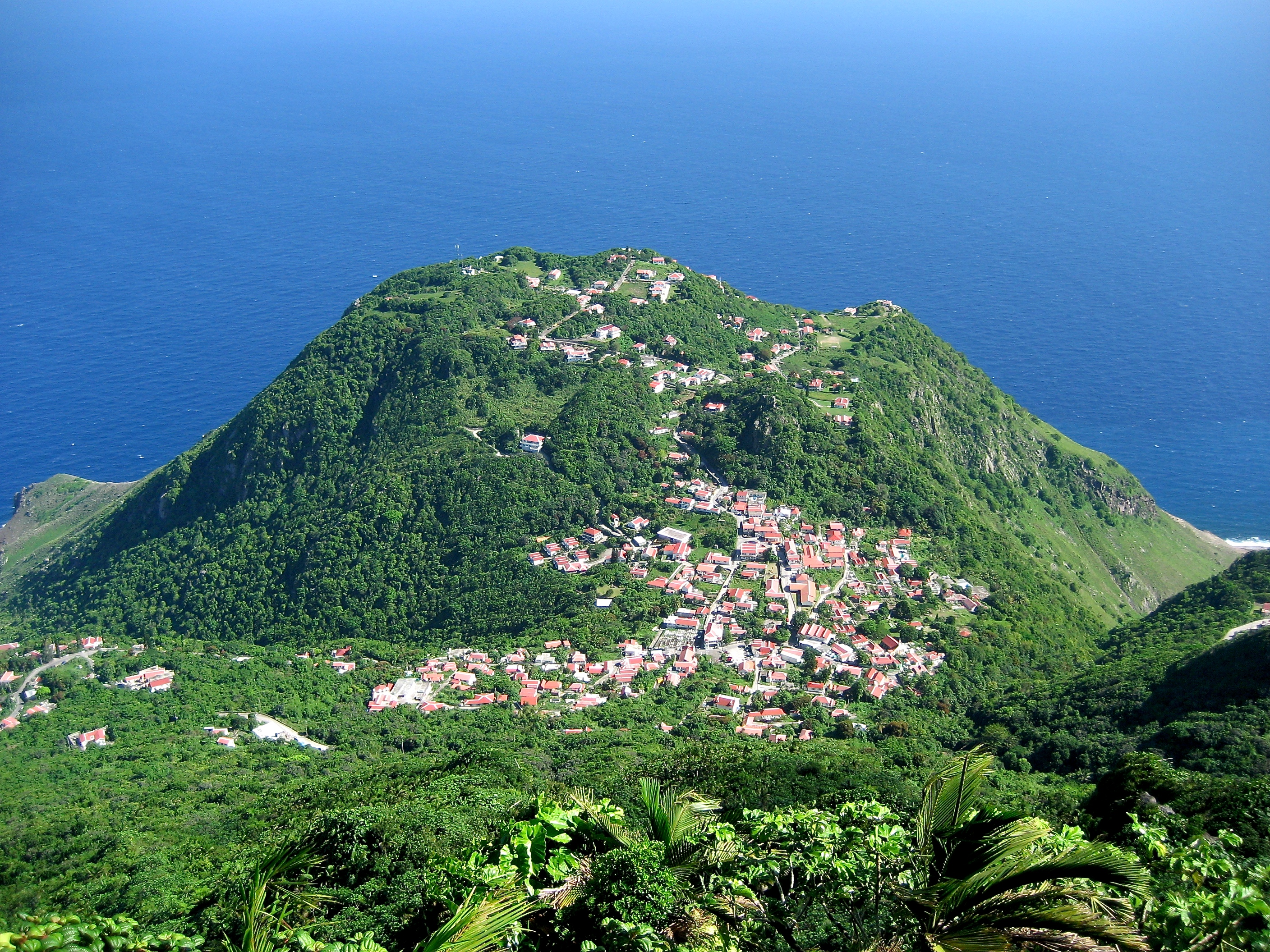
温沃德赛德

温沃德赛德（Windwardside）是荷兰加勒比區的公共实体萨巴的第二大城镇，位于该岛最高点西内里山之下，海拔高度400米，人口418人。该地得名于该岛的迎风面。